# Інструкція
Інструкція — правовий акт, який створюється органами державного управління для встановлення правил, що регулюють організаційні, науково-технічні, технологічні, фінансові та інші спеціальні сторони діяльності та відносин установ, закладів, підприємств, службових осіб.
Інструкція має реквізити, назву документа (інструкція); гриф затвердження; заголовок (сюди іноді входить назва документа); дату; індекс; місце видання; текст; підпис.
Текст викладається у вказівно-наказовому стилі з формулюваннями типу «винний», «слід», «необхідно», «не дозволено». Текст документа має бути стислий, точний, зрозумілий, оскільки він призначений для постійного користування. Зміст викладається від 2-ї, 3-ї особи, рідше — у безособовій формі.

## Інструкція у техніці
Інструкція (у техніці) — текстовий конструкторський документ, який містить вказівки і правила щодо виготовлення виробу (складання, регулювання, контролювання, приймання тощо).
Код документа за міждержавним стандартом ГОСТ 2.102-68 — И.... Тобто, код документа починається з "И" та може бути доповнений буквою та/або цифрою, наприклад И1, И2, ИС1.

## Інші
- Посадова інструкція
- Інструкція з діловодства